# Kiddush Hashem
Qiddush Ha-Shem (in ebraico קידוש השם‎? "santificazione del nome") è un precetto dell'Ebraismo e include la santificazione del nome di Dio rendendosi "santi".

## Bibbia ebraica
La frase "santificazione del Nome" non appare nella Bibbia ebraica,, ma l'istruzione di "santificare il Suo Nome" e viceversa "Non profanare il Suo Nome" (Levitico 22:32) viene frequentemente espressa. Qualsiasi azione compiuta da un ebreo che porti onore, rispetto e gloria a Dio, è considerata una santificazione del Suo Nome, mentre qualsiasi comportamento o azione che disonori, danneggi o profani il Nome di Dio e la sua Torah, è considerato un Chillul Hashem (profanazione del Nome).

## Kedoshim
Il martirio durante le persecuzioni dell'imperatore Adriano è chiamato "santificazione del Nome" nel Talmud babilonese Berachot 20a e Midrash Tehillim. L'atto ultimo di santificazione del Nome viene compiuto quando l'ebreo è pronto a sacrificare la vita piuttosto che trasgredire una qualsiasi delle tre leggi cardinali, cioè adorare idoli (Avodah Zarah, che è culto straniero), commettere certi atti sessuali (come l'incesto o l'adulterio), o commettere un omicidio.
Gli ebrei che vennero uccisi o esiliati dalla Spagna e Portogallo durante l'Inquisizione spagnola o portoghese perché non rinunciarono alla loro religione, sono chiamati santi, perché hanno rispettato i comandamenti di non votarsi all'idolatria e hanno quindi santificato in questo modo il nome di Dio.
Un altro modo per essere eletti kedoshim è di venir uccisi perché ebrei, anche se non venisse data la costrizione di convertirsi o comunque dissociarsi dalla fede ebraica. Così gli ebrei assassinati durante l'Olocausto perché ebrei, sono considerati kedoshim.